# 鈴木勇太
鈴木 勇太（すずき ゆうた、1986年（昭和61年）1月28日 - ）は、日本の男性プロボウラー。東京都出身。荻窪ボウル所属。

## 人物データ
生年月日1986年1月28日
出身地東京都
身長171cm
体重68kg
活動エリア城西支部
利き腕右投げ
プロ入り2007年・46期・ライセンスNo,1121
通算アベレージ208.89
公認パーフェクト1回
7-10スプリットメイド2回